# Washington, Maine
Washington är en kommun (town) i Knox County i Maine. Orten har fått namn efter president George Washington.